# Новобарнаулка
Новобарнау́лка (рос. Новобарнаулка) — село у складі Калманського району Алтайського краю, Росія. Входить до складу Шиловської сільської ради.

## Населення
Населення — 150 осіб (2010; 192 у 2002).
Національний склад (станом на 2002 рік):
- росіяни — 92 %